# Маяк (Чесменский район)
Маяк — посёлок в Чесменском районе Челябинской области России. Входит в состав Новомирского сельского поселения.

## География
Посёлок находится на юго-востоке области, в лесостепной зоне, на правом берегу реки Средний Тогузак, на расстоянии 30 километров по прямой к юго-западу от села Чесма, административного центра района. Абсолютная высота 312 метров над уровнем моря.

## Население
| 2002 | 2010 |
| ---- | ---- |
| 270  | ↘172 |

Гендерный состав
По данным Всероссийской переписи населения 2010 года в гендерной структуре населения мужчины составляли 49,4 %, женщины —  50,6 %.
Национальный состав
Согласно результатам переписи 2002 года, в национальной структуре населения русские составляли 50 %.

## Улицы
Уличная сеть посёлка состоит из трёх улиц.